# Petit Belt

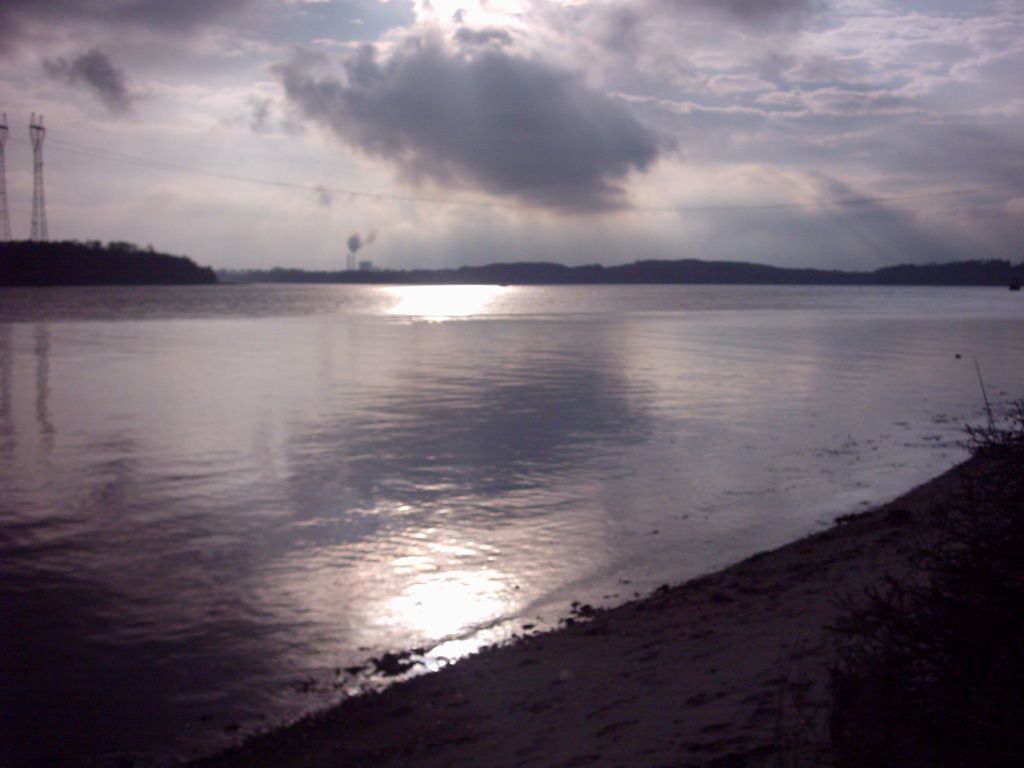
Vue du Petit Belt

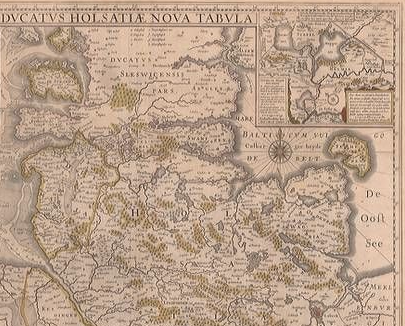
Carte de l'éditeur Blaeu: Mare Balticum, vulgo « De Belt »

Le Petit Belt (Lillebælt en danois) est un détroit situé au Danemark entre la péninsule du Jutland et l'île de Fionie. Il appartient à l'espace maritime Cattégat, Øresund et Belts.

## Géographie
Le Petit Belt s'étire sur un axe nord - sud et permet les communications  maritimes du Kattegat à la mer Baltique. Il sépare le Jutland et l'île d'Als à l'ouest des îles de Fionie et d'Ærø à l'est.
Malgré son nom, le Petit Belt est le plus long des détroits danois. Son qualificatif concerne en effet sa faible largeur dans sa partie nord. Il a une longueur d'environ 130 kilomètres pour une largeur variant de 800 mètres à 29 kilomètres. Sa profondeur est approximativement de 75 mètres.
Le site est désigné site Ramsar depuis le 2 septembre 1977.

## Histoire
Le 30 janvier 1658 le roi de Suède Charles X Gustave, venu de Pologne  avec une armée de 9 000 cavaliers  et 3 000 fantassins, traversa à pied le Petit Belt alors pris par les glaces hivernales. Arrivé en Fionie, il mit à sac Odense, puis entreprit de traverser le Grand Belt. Ayant abordé le Seeland le 11 février, il menaçait directement Copenhague.
Pris au dépourvu, le roi de Danemark-Norvège Frédéric III fut forcé de signer le traité de Roskilde ; c'est pourquoi les provinces autrefois danoises de Scanie, Halland et Blekinge, ainsi que la province alors norvégienne du Bohuslän, appartiennent aujourd'hui à la Suède.
C’est à ce détroit que fait allusion la première strophe du chant dont seule la troisième strophe est l’hymne national allemand officiel, quand il dit que l’Allemagne doit s’étendre

« Von der Maas bis an die Memel 

Von der Etsch bis an den Belt »

« De la Meuse jusqu’au Niémen, 

De l’Adige jusqu’au Belt. »

Ce « Belt » est souvent identifié avec le Petit Belt mais il y a aussi le Belt de Femarn, section de la frontière actuelle. Sur certaines cartes, toute la partie occidentale de la Baltique fut appelée Belt.

## Transports
Le Petit Belt est traversé par deux ponts, l'ancien pont du Petit Belt, datant de 1935 et le nouveau pont du Petit Belt, de 1970.

## Les îles
De nombreuses îles se trouvent dans le détroit du Petit Belt, entre autres, du nord au sud :
- Fænø
- Brandsø
- Bågø
- Årø
- Torø
- Helnæs
- Barsø
- Als (la plus étendue)
- Lyø
- Ærø (la deuxième en superficie)